# Взятие Киева (1203)

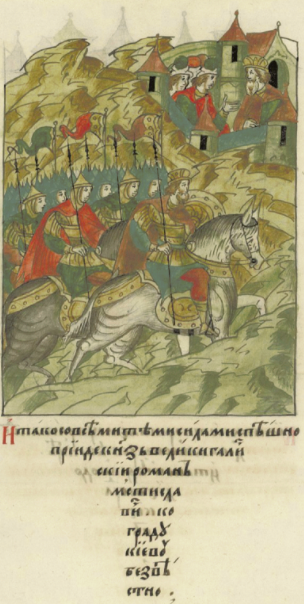
Роман Галицкий занимает Киев

Взятие Киева в 1203 году — событие эпохи феодальной раздробленности на Руси, когда лидер смоленской ветви Рюриковичей Рюрик Ростиславич в союзе с чернигово-северскими князьями и половцами взял и разграбил Киев.

## Зарождение конфликта
Интересы Рюрика Ростиславича и его двоюродного племянника Романа Мстиславича, женатого на его дочери (первым браком) и тогда ещё княжившего на Волыни, впервые разошлись в 1194—1196 годах. Поросье, которым владел Роман, было вытребовано у Рюрика Всеволодом Большое Гнездо, после чего Всеволод отдал Поросье Ростиславу Рюриковичу (своему зятю). Так Всеволод разрушил союз южных Мономаховичей, а затем после усобицы 1195—1196 годов заключил сепаратный мир с Ольговичами, оставив конфликт Рюрика с ними и Романом неразрешённым.
В 1198 году умер последний представитель первой галицкой династии Владимир Ярославич, признававший старшинство Всеволода (своего дяди по матери), и уже к этому времени Грушевский М. С. относит сближение позиций Рюрика и Ольговичей, по поводу поддержки претензий на Галич Игоревичей северских. Но победу в борьбе за Галич с помощью поляков одержал Роман и изгнал из Галича поддерживавшую Игоревичей боярскую партию.
В 1201 году Рюрик с Ольговичами и половцами собрался в поход на Галич, но Роман, воспользовавшись поддержкой киевлян, опередил его и занял Киев. Киевский летописный свод заканчивает повествование на 1199 годе, Новгородская летопись из событий этих лет на юге сообщает только о самом взятии Киева Рюриком, поэтому основным источником являются летописи суздальского происхождения, симпатизирующие Всеволоду Большое Гнездо. В частности, Лаврентьевская летопись сообщает, что Всеволод и Роман посадили на киевское княжение двоюродного брата Романа, Ингваря Ярославича, подобно тому, как под 1194 годом она сообщает о том, что Всеволод посадил на киевское княжение самого Рюрика. В историографии нет единого мнения о роли Всеволода в вокняжении Ингваря.

## Ход событий
2 января 1203 года Рюрик Ростиславич, соединившись с Ольговичами и призвав половцев, двинулся во главе войска на Киев и овладел им. Летопись упоминает поимённо только самого Рюрика и двух половецких ханов, а черниговско-северских князей называет Ольговичами обезличенно. Неизвестно, возглавлял ли их старший из Святославичей Олег (по версии Преснякова А. Е., Всеволод), и присутствовал ли в городе Ингварь Ярославич. Известно только о захвате в плен Мстислава Владимировича, видимо, находившегося в городе, Ростиславом Ярославичем сновским, который впоследствии вместе с братом Ярополком из киевских волостей будет претендовать на Вышгород.
После взятия город был подвергнут разграблению и сожжению, поскольку Рюрик Ростиславич желал отомстить киевлянам за прошлогоднюю измену. По некоторым данным, разграбление Киева было также платой половцам за военную помощь. Летописец оценивает погром Киева как самый разрушительный за всю его историю и как более значимое событие, чем двухдневное разорение 1169 года: «В лето 1203 взятъ бысть Кыевъ Рюрикомъ и Олговичи и всею Половецькою землею и створися велико зло в Русстеи земли якого же зла не было от крещеныя надъ Кыевомъ». По словам летописца, «не токмо едино Подолье взяша и пожгоша, ино Гору взяша и митрополью святую Софью разграбиша, и Десятинную святую Богородицу разграбиша, и монастыри все, и иконы одраша, а иные поимаша, и кресты честные и сосуды священныя, и книги…» Были перебиты монахи, священники, а также старые и немощные, тогда как молодых и здоровых киевлян половцы массово увели в полон. Свобода была дарована только иностранным купцам, с которых была взята половина их имущества.

## Последствия
Неизвестно, остался ли Рюрик в Киеве княжить сразу (как об этом сообщает например Ян Длугош) либо удалился в своё родовое владение Овруч. Но именно там он был осаждён в феврале Романом. Целью похода Романа было «отвести его от Ольговичей и от половцев», то есть разрушить их союз, которым был недоволен и Всеволод. Тогда Рюрик целовал крест не только великому князю Всеволоду Юрьевичу, но и «детям его», это ликвидировало угрозу со стороны Романа и позволило Рюрику вернуться на киевское княжение. По оценке Грушевского М. С., Роман и Всеволод были союзниками, поскольку Роман своими ударами по Рюрику и половцам ослаблял их союз с Ольговичами и усиливал зависимость Рюрика от Всеволода.
Зимой (1202/3 или 1204/5) Роман и Рюрик провели совместный поход против половцев, а во время последующих переговоров в Треполе о волостях Роман захватил Рюрика и постриг его в монахи, вместе с его женой Анной и дочерью Предславой (своей бывшей женой). Двух сыновей Рюрика Роман увёл как пленников в Галич, но после принятия посольства от Всеволода Большое Гнездо отпустил их; старший, Ростислав Рюрикович, женатый на дочери Всеволода, стал великим киевским князем. Роман погиб в июне 1205 году в Польше, открыв новую главу борьбы за Киев и Галич.